# Jerneja Perc
Jerneja Perc (Eslovenia, 17 de febrero de 1971-29 de noviembre de 2009) fue una atleta eslovena especializada en la prueba de 60 m, en la que consiguió ser medallista de bronce europea en pista cubierta en 1996.

## Carrera deportiva
En el Campeonato Europeo de Atletismo en Pista Cubierta de 1996 ganó la medalla de bronce en los 60 metrso, con un tiempo de 7.28 segundos, tras la griega Ekaterini Thanou  (oro con 7.15 segundos) y la francesa Odiah Sidibé (plata también con 7.15 segundos).